# Еренкирхен
Еренкирхен (њем. Ehrenkirchen) општина је у њемачкој савезној држави Баден-Виртемберг. Једно је од 50 општинских средишта округа Брајсгау-Хохшварцвалд. Према процјени из 2010. у општини је живјело 7.223 становника. Посједује регионалну шифру (AGS) 8315131.

## Географски и демографски подаци
Еренкирхен се налази у савезној држави Баден-Виртемберг у округу Брајсгау-Хохшварцвалд. Општина се налази на надморској висини од 265 метара. Површина општине износи 37,8 km². У самом мјесту је, према процјени из 2010. године, живјело 7.223 становника. Просјечна густина становништва износи 191 становника/km².